# Contenda
Contenda é um município brasileiro do estado do Paraná, situado na Região Metropolitana de Curitiba com uma área de pouco menos de trezentos quilômetros quadrados. Sua população, segundo dados do censo demográfico do Brasil de 2022, é de 19.128 habitantes.
Diante do cultivo significativo de batatas na região que ocorre desde o início da fundação do município, Contenda ficou conhecida como a Capital da Batata, título dado pelo Governo Federal na década de 1960. Algumas famílias contendenses ainda mantêm a tradição do plantio de centenas de hectares do produto a cada ano, tanto dentro do perímetro municipal, como em municípios próximos, a exemplo de Lapa, Porto Amazonas, Campo do Tenente e Antônio Olinto.

## Etimologia
De origem geográfica, constituindo-se em referência ao Ribeirão Contenda, o qual banha o território municipal, Contenda é designação de luta, guerra ou esforço para se conseguir algo. Supõe-se que a denominação seja originária de uma disputa de terras às margens do Ribeirão Contenda que, na zona norte do município, faz barra no Rio Izabel Alves, próximo do distrito de Serrinha. Tal denominação é conhecida a partir do final do século XIX.
Também há o indício de que o nome do município deu-se em virtude de uma disputa ocorrida na região entre as famílias Padilha e Moreira. Ainda assim, há controvérsia quanto a isso, pois moradores antigos da região afirmavam que o nome “Contenda” era utilizado muito antes dessa contenda entre duas famílias. O próprio Instituto Brasileiro de Geografia e Estatística, por exemplo, narra outra situação de contenda que teria dado origem ao nome do município. O Instituto afirma que poloneses que chegaram ao país foram encaminhados para o leste do município de Lapa, limítrofe a atual Contenda, e ali estabeleceram uma colônia. Contudo, encontraram no local diversos posseiros e, em efeito disso, a região foi palco de contendas pela posse das terras.

## História
A partir de meados do século XVIII, esta região passou a ser movimentada por conta da cessão de sesmarias. Em torno de 1772, João Pereira Braga e sua mulher Josefa Gonçalves da Silva, donos de extensas áreas de terra na freguesia de Santo Antônio da Lapa, legaram ao seu filho, padre João da Silva Reis, para imensa propriedade rural, que produzia gado, milho e feijão. Este religioso, que era vigário em São José dos Pinhais, para ficar mais perto de sua fazenda pediu transferência para a Lapa, sendo, por conseguinte, seu primeiro pároco.
Mais tarde, o padre vendeu parte de suas terras a João da Cruz, o qual veio a estabelecer-se nesta região. João da Cruz tornou-se o primeiro grande proprietário de terras nesta região, após a subdivisão de sesmarias. Foi ainda patriarca de numerosa família, pai de de Amélia, casada com Bertoldo Nepomuceno, e de Abílio de Souza Pinto. De Amélia, João da Cruz teve os seguintes netos: Bento, Francisco, Ermelino, Antônio, Emílio, Placidina e Sebastião Nepomuceno Pinto. De Abílio de Souza Pinto e sua mulher nasceram: João, Francisca, que casou-se com Frederico Good Sobrinho e Juvêncio de Camargo e Souza, casado com Luzia Cordeiro.
Quando já existia um pequeno núcleo de povoação, chegaram João Soares Franco e seu irmão Constantino Soares da Silva, que graças ao trabalho desempenhado, à sua índole política e poder de liderança, muito contribuíram para o fortalecimento social e econômico do lugar. Há quem atribua a estes dois irmãos a fundação do núcleo, sendo que outras fontes afirmam ser obra de imigrantes poloneses e alemães e outras de ucranianos a poloneses.
O que deu consistência à povoação de Contenda foi o advento Estrada do Imperador, que recebeu esta denominação após a visita do Imperador D. Pedro II à cidade da Lapa, em 1880. Esta via, conhecida por Estrada da Mata encontrava-se em péssimas condições de trafegabilidade, antes da vinda de sua majestade, sendo que sua melhoria foi autorizada pelo próprio Imperador, que desejava conhecer as terras paranaenses.
Em 1878, o engenheiro inglês Walter Joslin, em companhia de seu concunhado Jaimes Good, deram início aos trabalhos de restauração da estrada. Nesta época residiam nas imediações, além de João Cruz, a família de Manduca Padilha e Moreira Pinto, mais tarde chegou o padeiro Pedro Mildemberger.
O território do município foi citado quando a Lapa se tornou freguesia, não como Contenda, mas sim como Lagoa das Almas “…foi erecta a 13 de junho de 1769. O seu Orago é o sr. Santo Antônio a quem se dedicou sua Igreja. Começa o seu limite no Ribeirão chamado de Izabel Alz'q, e está junto a Lagoa das Almas…”. E também na descrição da viagem do Imperador Pedro II ao Paraná, feita por Sebastião Ferrarini “…O único incidente ocorrido na viagem pelo Paraná foi quando, ao passar por Lagoa das Almas (no dia 2 de maio de 1880), tombou uma carruagem, pisando-lhe o cocheiro”.
Em 1895, colonos alemães e poloneses fundaram próximo ao rio Iguaçu o núcleo colonial de Contenda. Algum tempo após a fundação, a Colônia Contenda transformou-se em Distrito Administrativo no município da Lapa. Romário Martins nos diz que “…em 1932, o distrito possuía 15.000 habitantes, era próspero e aspirava constituir-se em município autônomo”.
A Lei Estadual n° 790, de 14 de novembro de 1951, sancionada pelo governador Bento Munhoz da Rocha Netto, criou o município de Contenda, com território desmembrado do município da Lapa. A instalação oficial deu-se no dia 14 de dezembro de 1952. O primeiro prefeito municipal foi Estanislau Szczypior.

## Geografia
A zona rural de Contenda é compreendida, em sua maior parte, por lavouras. Também é o local onde muitos produtores rurais contendenses fixam residência. Alguns dos principais bairros rurais do município são Serrinha, Catanduvas do Sul, Campestre, Pocinho, Poço Grande, Fundo do Mato, São Pedro, Mato Dentro, Rio do Cacho, Passo da Cruz, Passa Passa, Lagoa das Almas e Vila Vernick.
O perímetro urbano do município consiste em sua maior parte, em bairros que levam o prefixo “Jardim” como termo inicial de seus nomes, como é o caso de Jardim Cionek, Jardim São João, Jardim Elizabete, Jardim Paraná, Jardim Dona Anita, Jardim Ana Franco Cordeiro, Jardim Santana, Jardim Santa Isabel, Jardim Esplanada, Jardim Ernesto Luiz Piel, Jardim Itapitubá e Jardim Planalto. Além do Centro, outro bairro do perímetro urbano é Pepes. No entanto, devido ao aumento da população contendense nos últimos anos, tem ocorrido um fenômeno que leva a bairros outrora distantes do Centro a vir a pertencer, ao menos em parte, ao perímetro urbano, como é o caso de Serrinha, Campestre e Lagoa das Almas, listados como bairros rurais.

## Economia
Anterior ao período de sua fundação, a economia da região contava com a produção de erva-mate como fonte principal. Camponeses locais realizavam a secagem dos galhos do produto na fumaça dos fogões, procedendo, a seguir, com a moagem rústica. Tal moagem se dava com o uso de cambau — vara na qual era colocada em uma de suas extremidades um pedaço de madeira fixado numa dobradiça de couro bovino e, havendo o manejo da vara, ocorria a soca da erva-mate — seguida por uma segunda moagem, agora no pilão.
À época da produção ervateira, a batata não era comercializada em decorrência da ausência de compradores desse tubérculo. Foi apenas nos anos de 1940 que ocorreu o início da venda desse produto, o qual vinha a ser transportado até atacadistas de cereais de outros municípios. Na década seguinte, surgiram os primeiros depósitos e grandes cerealistas contendenses.
Na década de 1960, técnicos do Ministério da Agricultura estiveram no município acompanhando as atividades de cerealistas e notaram a expressiva produção de batatas, já superior a cento e vinte mil toneladas. Com isso, Contenda passou a ser denominada de Capital da Batata. No entanto, tal título foi recebido com contrariedade por produtores de outros municípios, uma vez que acabava por prestigiar o produto contendense em detrimento da produção de outras localidades. Até os dias de hoje ocorre tal contrariedade, com o questionamento da validade do título de Contenda. A despeito do dissabor, fato é que o município segue sendo elencado como um grande produtor de batatas. Também há o registro na imprensa de entrevistas feitas com produtores rurais contendenses que, em busca de mais áreas para plantio, deslocam-se a outros municípios e arrendam centenas de hectares a cada safra.
A economia contendense segue sendo essencialmente agrícola até os dias de hoje. Nos últimos anos, administrações municipais tem se preocupado com a questão da ausência de outros modelos de negócio e tem estimulado o estabelecimento de indústrias dentro de Contenda, o que vem gradativamente alterando a realidade do contendense, que hoje conta com empregos sendo gerados em indústrias dentro do próprio município.
De um modo geral, o povo contendense ainda é composto em parte significativa por agricultores e trabalhadores rurais que, apesar das dificuldades que o ofício apresenta a cada dia e da baixa valorização e reconhecimento a esse tipo de atividade, persistem a empregar suas forças no trabalho com a terra, buscando abastecer tanto os cidadãos contendenses, como os grandes centros consumidores vizinhos.

## Transporte
O município de Contenda é servido pelas seguintes rodovias:
- BR-476, que passa por seu território, que liga Curitiba a Porto União
- PR-511, que liga a cidade ao município de Quitandinha
- PR-510, que liga a cidade ao município de Balsa Nova[27]